# Ariš
Ariš (lat. Larix) je rod četinjače iz porodice Pinaceae. Ime potječe iz vremena starih Rimljana koji su njime označavali europski ariš. Samonikao je u gorskom području srednje Europe.

## Opis
Rijetka četinjača iz te skupine kojoj lišće zimi otpada. Veliko stablo, koje može narasti 40 metara, uspravna debla promjera više od 1,5 metra. U početku je glatke kore, koja s vremenom zadeblja i ispuca u pločicama, izvana sive a iznutra crveno-smeđe boje. Drvo je teško, crvene srži, intenzivnog mirisa na smolu, upotrebljava se za gradnju onih elemenata koji iziskuju trajnost. Grane su raspoređene pršljenasto, a ogranci su viseći. Listovi, u čupercima, 30 - 40 njih, dugi oko 3 cm, prije nego što otpadnu poprime lijepu zlatno-žutu boju. Ženski i muški cvatovi su na istoj grani; ženski pojedinačni, stvaraju sitne, uspravne žućkastosmeđe češere, ušiljenih ljusaka, a muški su crvenkasti, obavijeni ljuskama. Razmnožava se sjemenom. Uvjeti uzgoja su: gorska područja, do visine 2000 m, ili pak svježe i vlažno podneblja na manjim visinama, npr. u Engleskoj. Napada ga gljivica koja izaziva bolest poznatu pod imenom rak ariša.

## Vrste
1. Larix × czekanowskii Szafer
2. Larix decidua Mill. (syn. L. europaea)
3. Larix gmelinii (Rupr.) Kuzen. (syn. L. dahurica, L. olgensis).
4. Larix griffithii Hook.f. (syn. L. griffithiana)
5. Larix kaempferi (Lamb.) Carrière (syn. L. leptolepis)
6. Larix laricina (Du Roi) K.Koch
7. Larix lyallii Parl.
8. Larix mastersiana Rehder & E.H.Wilson
9. Larix occidentalis Nutt.
10. Larix potaninii Batalin
11. Larix sibirica Ledeb.

## Vanjske poveznice
|  | Zajednički poslužitelj ima još gradiva o temi Ariš |
|  | Wikivrste imaju podatke o taksonu Arišu            |